# Santa Severina
Santa Severina är en ort och kommun i provinsen Crotone i regionen Kalabrien i Italien. Kommunen hade 2 050 invånare (2017).